# Latinskt kors

Latinskt kors.

Latinskt kors (latin: crux immissa) är ett kors som har tvärbjälken infogad i stammen till skillnad från taukorset där tvärbjälken är en överliggare till stammen. Den nedre korsarmen är längre, till skillnad mot grekiskt kors. Bland forskare hävdar man att det kors som Jesus blev korsfäst på hade den formen.
Latinska korset är även den vanligaste symbolen inom kristendomen som bland annat finns i kyrkor, katedraler och religiösa konstverk.

## Historia
Det latinska korset tros ha varit en symbol för kristendomen sedan 300-talet, efter den romerska kejsaren Konstantin den stores konvertering till kristendomen.

## Bilder

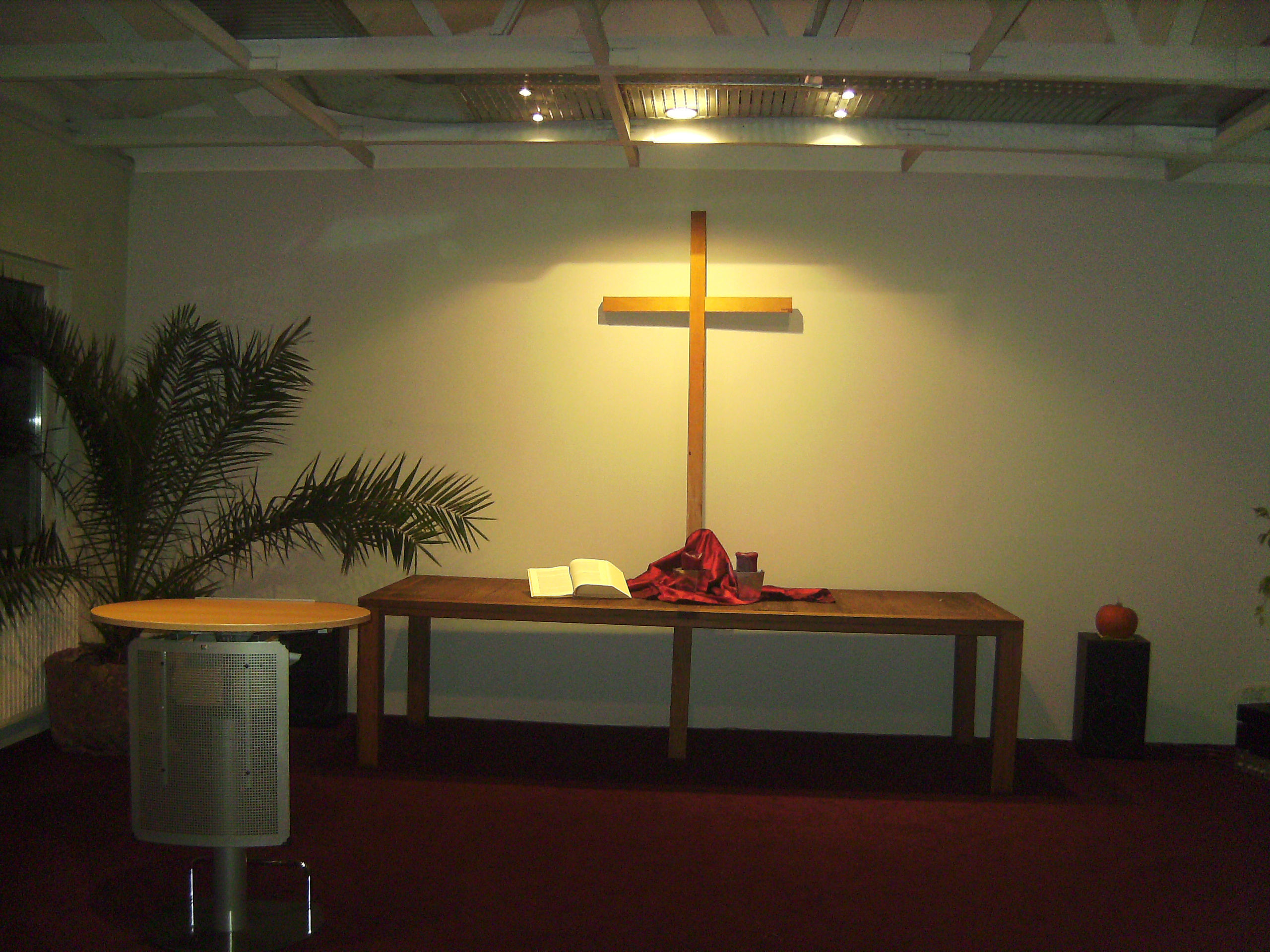
Latinskt kors inne i en baptistkyrka i Hessen, Tyskland.